# Barrena de mano

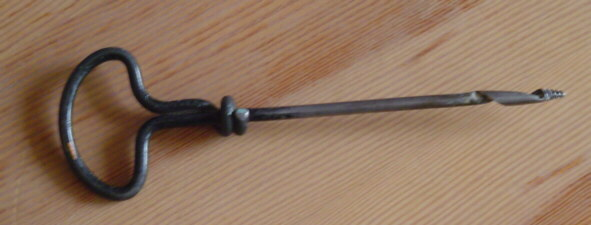
Barrena de mano.

La barrena de mano es una herramienta manual usada para la perforación de pequeños orificios sin causar fisuras en el material (principalmente madera) que se perfora. Estos orificios suelen servir de guía que facilite enroscar por ellos a continuación algún tornillo.
Con manija y una rosca en su punta, sus lados cortantes cercenan la madera al moverse en giros, desprendiéndose la viruta desde el centro del agujero. Su forma generalmente se asimila a la de un sacacorchos, aunque también los hay con doble barrena.
De igual manera se llamaba a la barra de hierro enquillada en los extremos para perforar la roca en las canteras para luego poder alojar el cartucho de dinamita, la cual desmenuzaba el material y se podía extraer con mayor facilidad.